# Ohio Players
Ohio Players est un groupe américain de funk, actif pendant les années 1970 et originaire de Dayton dans l'Ohio. La formation a d'abord été connue sous le nom des Ohio Untouchables en 1959.

## Histoire
Les membres originaux étaient Robert Ward (chant/guitare), Marshall « Rock » Jones (guitare basse), Clarence « Satch » Satchell (saxophone/guitare), Cornelius Johnson (batterie) et Ralph « Pee Wee » Middlebrooks (trompette/trombone).
Ils se séparèrent en 1963 de Ward qui débuta une carrière solo. De retour à Dayton, s'ajoutèrent Gary Webster (batterie) et Leroy « Sugarfoot » Bonner (guitare) en 1964.
En 1967 les chanteurs Bobby Lee Fears et Dutch Robinson rejoignirent le groupe qui signa chez Compass Records la même année.
Ils devinrent vite un des groupes les plus connus en R&B des années 1970 en signant par exemple Funky Worm, la première chanson funk qui se classa à la première place du Hot R&B/Hip-Hop Songs (mai 1973), ou encore Love Rollercoaster, no 1 du Hot R&B/Hip-Hop Songs (pendant une semaine en janvier 1976).

## Discographie

### Albums studio
- 1969 : Observations in Time
- 1972 : Pain
- 1972 : Pleasure
- 1973 : Ecstasy
- 1974 : Skin Tight
- 1974 : Fire
- 1975 : Honey
- 1976 : Contradiction
- 1977 : Angel
- 1977 : Mr. Mean
- 1978 : Jass-Ay-Lay-Dee
- 1979 : Everybody Up
- 1981 : Tenderness
- 1981 : Ouch!
- 1984 : Graduation
- 1988 : Back

### Albumslive
- 1996 : Ol' School
- 1996 : Jam
- 2013 : Live 1977

### Compilations
- 1972 : First Impressions
- 1974 : The Ohio Players
- 1974 : Climax
- 1975 : Greatest Hits
- 1975 : Rattlesnake
- 1976 : Gold
- 1977 : The Best of the Early Years, Vol. 1
- 1995 : Funk on Fire: The Mercury Anthology
- 1998 : Orgasm: The Very Best of the Westbound Years
- 2000 : 20th Century Masters: Millennium Collection - The Best of the Ohio Players
- 2008 : Gold